# 戦極 〜第五陣〜
戦極 〜第五陣〜（せんごく だいごじん）は、日本の総合格闘技団体「戦極」の大会の一つ。2008年9月28日、東京都渋谷区の国立代々木競技場第一体育館で開催された。

## 大会概要
戦極ミドル級（-83 kg）グランプリシリーズ2008が開幕し、1回戦4試合が行われた。
メインイベントではシャンジ・ヒベイロが総合格闘技デビューを果たし、プロレスリング・ノアの杉浦貴にTKO勝ち。
トラビス・ビューと対戦予定であったホジャー・グレイシーは負傷により欠場となり、6月の北京オリンピック米国代表選考会の決勝で敗退したキング・モーと対戦した。

## 試合結果
第1試合 ライト級ワンマッチ 5分3R
○  ホルヘ・マスヴィダル vs.  ライアン・シュルツ ×
1R 1:57 TKO（レフェリーストップ：パウンド）
第2試合 ライト級ワンマッチ 5分3R
○  國奥麒樹真 vs.  クォン・アソル ×
3R終了 判定3-0
第3試合 ミドル級グランプリシリーズ2008 1回戦 5分3R
○  シアー・バハドゥルザダ vs.  エヴァンゲリスタ・サイボーグ ×
1R 0:22 TKO（レフェリーストップ：左肘の負傷）
※バハドゥルザダがグランプリ準決勝進出。
第4試合 ミドル級グランプリシリーズ2008 1回戦 5分3R
○  ジョルジ・サンチアゴ vs.  ローガン・クラーク ×
2R 3:35 肩固め
※サンチアゴがグランプリ準決勝進出。
第5試合 ミドル級グランプリシリーズ2008 1回戦 5分3R
○  中村和裕 vs.  ポール・カフーン ×
3R終了 判定3-0
※中村がグランプリ準決勝進出。
第6試合 ミドル級グランプリシリーズ2008 1回戦 5分3R
○  佐々木有生 vs.  近藤有己 ×
2R 1:08 チョークスリーパー
※佐々木がグランプリ準決勝進出。
第7試合 ヘビー級ワンマッチ 5分3R
○  キング・モー vs.  トラビス・ビュー ×
1R 2:11 TKO（レフェリーストップ：パウンド）
第8試合 ライトヘビー級ワンマッチ 5分3R
○  シャンジ・ヒベイロ vs.  杉浦貴 ×
3R 4:18 TKO（レフェリーストップ：膝蹴り）